# Silbermarkt (Marketing)
Silbermarkt (jap. シルバーマーケット, shirubā māketto, von engl. silver market) ist ein Marketing-Begriff aus Japan. Die Bezeichnung bezieht sich auf die grauen (= silbernen) Haare älterer Männer und Frauen.
Ausgehend von der Tatsache, dass mit dem Altern der Babyboom-Generation (Geburtsjahrgänge 1946 bis 1964) die bisherigen Vorstellungen von älteren Menschen nicht mehr stimmen, versuchen Marketing-Experten, sich auf das veränderte Konsumverhalten älterer Menschen einzustellen, die als konsumfreudiger als ihre Vorgängergeneration eingeschätzt werden.
Besonders wichtig ist diese Generation, da Japan die am schnellsten alternde Gesellschaft der Welt ist.
Bei neuen Produkten und Dienstleistungen für diese Generation ist es wichtig, das Design nicht altersspezifisch, sondern altersunabhängig zu gestalten (so genanntes Universal Design).